# Sandra Corveloni

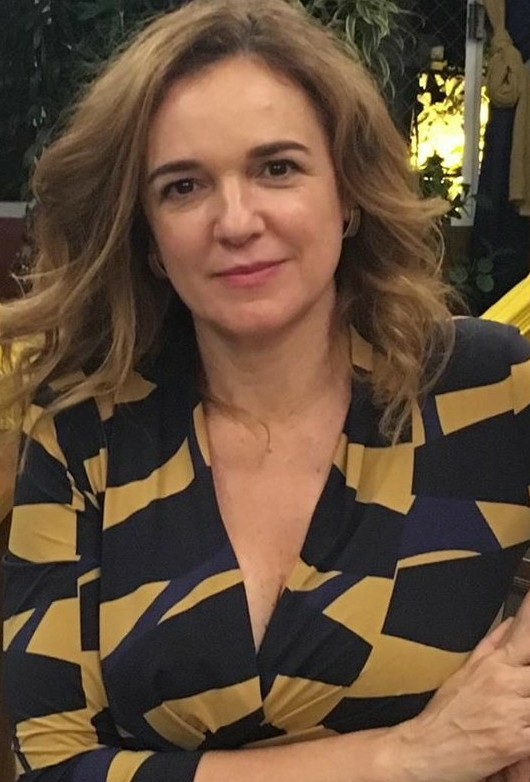
Sandra Corveloni

Sandra Corveloni (anhörenⓘ; * 1965 in São Paulo) ist eine brasilianische Schauspielerin.

## Leben
Corveloni wuchs in einfachen Verhältnissen auf und studierte an der Pontifícia Universidade Católica de São Paulo (PUC-SP). In ihrem Heimatland ist sie vor allem als Theaterschauspielerin bekannt. Sie ist seit 1998 Mitglied von Eduardo Tolentinos Theatergruppe Grupo Tapa, wo sie in zahlreichen Stücken agierte, darunter Werke von so bekannten Schriftstellern wie Jorge Andrade (Rasto Atrás), Millôr Fernandes (Órfãos de Jânio), Oduvaldo Vianna Filho (Moço em Estado de Sítio), Nélson Rodrigues (Vestido de Noiva) und George Bernard Shaw (Major Barbara). Für Tolentino war sie zudem als Regieassistentin tätig.
In José Roberto Toreros Kurzfilm Amor! feierte Corveloni 1994 ihr Debüt vor der Kamera, dem ein weiterer Auftritt in Sung Sfais Kurzfilm Flores Ímpares (1996) folgte. Den Durchbruch als Schauspielerin ebnete der Brasilianerin ihr erster Spielfilm Linha de Passe (2008) von Walter Salles und Daniela Thomas, der auf den 61. Filmfestspielen von Cannes seine Premiere feierte. In dem Drama ist sie als allein erziehende Mutter von vier heranwachsenden Söhnen zu sehen, die sich ihren Lebensunterhalt als Putzfrau in São Paulo verdingt und erneut ein Kind von einem unbekannten Vater erwartet.
Der Part der Cleuza brachte Corveloni in Cannes Lob seitens der Kritiker ein und bei der abschließenden Preisverleihung setzte sie sich gegen die favorisierten Schauspielkolleginnen Arta Dobroshi (Le Silence de Lorna) und Martina Gusmán (Leonera) durch und gewann den Preis für die Beste Darstellerin des Filmfestivals. Stellvertretend für die 42-jährige Schauspielerin nahmen die Regisseure Walter Salles und Daniela Thomas die Auszeichnung in Empfang. Es war der zweite Sieg einer brasilianischen Darstellerin seit der Prämierung von Fernanda Torres (Eu Sei Que Vou Te Amar) im Jahr 1986. Corveloni selbst hatte der Preisverleihung aufgrund einer Fehlgeburt nicht beiwohnen können.
Corveloni ist verheiratet und Mutter eines 2002 geborenen Sohnes.

## Filmografie (Auswahl)
- 1994: Amor! (Kurzfilm)
- 1996: Flores Ímpares (Kurzfilm)
- 2008: Linha de Passe
- 2013–2014: Amor à Vida
- 2917: Vazante

## Auszeichnungen
Internationale Filmfestspiele von Cannes
- 2008: Beste Darstellerin für Linha de Passe

Internationales Festival des Neuen Lateinamerikanischen Films
- 2008: Beste Darstellerin für Linha de Passe